# 朝ドラ殺人事件
『朝ドラ殺人事件』（あさドラさつじんじけん）はNHK総合で2012年3月28日0時15分（前編・JST）、29日1時5分（後編・JST）から放送された日本のスペシャルドラマ。続編である同年8月26日1:20 – 2:03（JST、前日土曜深夜）放送の単発スペシャルドラマ『大河ドラマ大作戦』（たいがドラマだいさくせん）、2013年3月30日放送の『テレビ60年 マルチチャンネルドラマ 放送博物館危機一髪』（テレビろくじゅうねん マルチチャンネルドラマ ほうそうはくぶつかんききいっぱつ）と併せて『NHKドラマ部幽霊対策シリーズ』とされている。本項では続編も併せて説明する。
3作とも、NHK局内の現実に存在するドラマ制作現場（連続テレビ小説、大河ドラマ、NHK放送博物館）を舞台に起きる幽霊騒動を描いたコメディドラマである。

## 概要
『朝ドラ殺人事件』はNHK初のマルチチャンネルドラマ。すなわち、放送中に視聴者がテレビリモコンで映像を切り替えることを想定して演出に利用したドラマである。切替のタイミングにはクリス・ペプラー演じるマルチチャンネルの妖精さんが登場し、視聴者に選択を促すという仕組みになっている。
前後編の2部作となっており、前編は2012年3月28日午前0時15分（27日深夜）、後編は翌日の29日午前1時5分（28日深夜）より放送。再放送はNHK総合にて前編を4月9日、後編を4月16日の午前0時10分より放送された。
『朝ドラ殺人事件』の主演はこれがテレビドラマ初主演となる秋元才加（当時AKB48）が演じた。続編となる第2作『大河ドラマ大作戦』では再び秋元主演で新見美穂を演じ、NHK大河ドラマの舞台裏で再び幽霊騒動に巻き込まれる内容となる。なお、第2作ではマルチチャンネル放送は行われない。
続く第3作では松井玲奈（当時SKE48）が主演し、再びマルチチャンネル放送された。秋元演じる美穂は先輩役として出演する。

## あらすじ
朝ドラ殺人事件
NHKドラマ部・朝ドラ（連続テレビ小説）班のアシスタントプロデューサーの新見美穂は朝ドラの撮影現場に巨大なだるまを発見。このままではドラマが収録できない。今日はロケ撮影に変更するとしても、撮影の遅れは許されない。美穂は上司の岩岸から明日の正午までにだるまを駆除するよう命じられる。そして手渡されたのは『幽霊対策マニュアル』。美穂はこれが幽霊の仕業だと知り頭を抱えるが、ディレクター・礼司は相変わらずマイペース。そんな2人のもとに緩いおっさんの幽霊・栗山が現れる。幽霊を消す方法はただひとつ。「それは幽霊の願いを叶えてあげる事」そして美穂はだるまを駆除させようと奮闘する。

## 登場人物

### 主人公
新見 美穂
演 - 秋元才加（AKB48）
1・2作目の主人公。NHKドラマ部・朝ドラ班のアシスタントプロデューサー。仕事はてきぱきとこなすが、全て自分1人で解決しなければという思いが強く、仲間達と衝突する事が多いツンデレ女。入社3年目にしてアシスタントプロデューサーに抜擢される。上司の岩岸のように30までにプロデューサーになる事が夢。2作目では大河ドラマ班へ、3作目ではミュージカルドラマ制作担当。
佐蔵 のぞみ
演 - 松井玲奈（SKE48）
3作目の主人公。PD（ディレクター）。NHK名古屋放送局から、希望していた東京のドラマ部に転勤するが、初仕事としてテレビ60年記念の生中継を任される。

### 3作共通の登場人物
栗山（幽霊）/ マルチチャンネルダルマ（声）
演 - 六角精児
NHKに住み着く幽霊。自分が何の目的で、なぜここに住み着いてるのかは分からない、変なおっさん。「望みを聞けば幽霊は消える」と言われているが、望みは特になく美穂達を困らせる。
3作目ではマルチチャンネルのナビゲーターとしてダルマが現れ、六角は声の出演となる。
岩岸 佳代子
演 - 国生さゆり
朝ドラのチーフプロデューサーで美穂の上司。NHKドラマ部で初めて、30歳にしてプロデューサーにのし上がったエリート中のエリート。現在まで30歳までにチーフプロデューサーにまでなったのは岩岸のみであり、これはNHKの伝説となっている。仕事に妥協しない性格でスタッフから恐れられているが、仕事、私生活の全てにおいて美穂の目標である。

### 2作目まで共通の登場人物
芽本 礼二
演 - 桐山漣（朝ドラ殺人事件）、加治将樹（大河ドラマ大作戦）
ディレクター。美穂より3年先輩。適当で不真面目、すぐに仕事をさぼりよくスタッフと飲みに行く。だがモテるため、美穂はちょっとムカついているが、自分は他のスタッフ達から気に入られていると思っている。
塩山 国将
演 - 相島一之
朝ドラの大道具チーフを担当。義理に熱く部下に厳しい性格の持ち主。礼二とは仲が良く、事あるごとに斎藤九と飲みに行っている。斎藤九の事は慕っており、1人で何でもしようとする性格の美穂を嫌っている。
幹松 考太
演 - 奥山雄太
朝ドラ班のアシスタントディレクター。

### 朝ドラ殺人事件の登場人物
斎藤 九
演 - 鈴木慶一
朝ドラの大道具担当。無口な大道具さんで、NHK美術部では伝説的存在。腰に「伝説のなぐり」と呼ばれる、長い金槌をつけている。礼二や塩山とはよく将棋をうっている。梅おにぎりが大好物で、周りの者も九さんに梅おにぎりを買ってくるのは常識。
演じる鈴木は本作の音楽担当者でもある。
マルチチャンネルの妖精さん
演 - クリス・ペプラー
ロマンスグレーが素敵な謎の妖精。マルチチャンネル切替のタイミングを教えてくれる。
鎌田治樹
演 - 津村和幸
三木和成
演 - 山岸拓生
朝ドラ班のデスク。
松木研太
演 - 鷲尾英彰
朝ドラのヒロイン
演 - 鉢嶺杏奈
朝ドラ『ころろ』の出演者。
朝ドラのヒロインの母
演 - 竹下明子
朝ドラ『ころろ』の出演者。
朝ドラのヒロインの父
演 - 天宮良
朝ドラ『ころろ』の出演者。

### 大河ドラマ大作戦の登場人物
幽霊・清美
演 - 小林涼子
平安時代から来た幽霊。現代の女の子風に着物をフリルでヒラヒラのカワイイファッションにし、ネイルや扇をデコっている。
磯川智久
演 - 風間トオル
大河ドラマチーフプロデューサー。美穂を朝ドラから引き抜く。
小山田直也
演 - 前野朋哉
NHKドラマ部AD。よく失敗して上司に怒鳴られている。
軍人（中将）の霊
演 - 鳥肌実
局内に現れた幽霊。
落武者
演 - テツandトモ
2人組の落武者の幽霊。
平清盛
演 - みっちー
大河ドラマ『清盛伝』の主演。
牛若丸
演 - イマイケンタロウ
大河ドラマ『清盛伝』の新キャスト。

### 放送博物館危機一髪の登場人物
佐蔵のぞみ
演 - 松井玲奈
ドラマ部の新人AD、幽霊が見えることから幽霊対策班に。
茅野長介
演 - 藤本隆宏
カメラマンの霊。64年東京オリンピックで初のカラー中継を担当。
武田健一
演 - 南圭介
放送博物館の学芸員。機械オタク。
浅井静枝
演 - 野際陽子（回想：桂亜沙美）
放送博物館の館長
鳥居さん
演 - 鳥居みゆき
放送博物館の清掃員の霊
中継TD
演 - スギちゃん
中継担当の技術スタッフ
鈴川奈々美
演 -大谷みつほ
中継リポーター

## スタッフ

### 朝ドラ殺人事件
- 脚本 : 保木本真也
- 音楽 : 鈴木慶一
- 振付 : 南流石
- マルチチャンネル構成 : 蒲田幸成
- 制作統括 : 出水有三
- 美術 : 松田努
- 技術 : 富樫吉男
- 音響効果 : 柳川起彦
- 照明 : 前田晃
- 映像技術 : 福田槙一郎
- VFX : 戸谷智恵子
- 記録 : 加賀見佳子
- 編集 : 佐藤秀城
- 美術進行 : 小宮祐希
- 演出 : 新田真三

### 大河ドラマ大作戦
- 脚本 : 保木本真也
- 音楽 : 鈴木慶一
- 振付 : 朝日太一
- 制作統括 : 吉川邦夫
- 美術 : 伊達美貴子
- 音響効果 : 佐藤あい
- 撮影 : 望月秀邦
- 照明 : 前田晃
- 音声 : 工藤威
- 映像技術 : 福田槙一郎
- 記録 : 田中美砂
- 編集 : 一ノ瀬一郎
- 美術進行 : 小宮祐希
- 演出 : 佃尚能

### 放送博物館危機一髪
- 脚本 : 保木本真也
- 音楽 : 大橋恵
- 制作統括 : 藤澤浩一
- 美術 : 伊達美貴子
- 音響効果 : 柳川起彦
- 撮影 : 廣瀬渉
- 照明 : 岡本理
- 音声 : 和田厚
- VFX : 有田康剛
- 記録 : 小林澄枝
- 編集 : 一ノ瀬一郎
- 演出 : 佃尚能